# Rudolf Schati
Rudolf Schati, alternativ Rudolf Schadi sau Rudolf Chati, (n. 16 octombrie 1913, Tomnatic, comitatul Torontal, Țările Coroanei Sfântului Ștefan, Austro-Ungaria – d. 20 decembrie 1984, Timișoara, România) a fost un actor, regizor și director de teatru român de etnie germană, membru fondator al Teatrului German de Stat din Timișoara.

## Biografie
Rudolf Schati s-a născut în 1913 în satul Tomnatic ca membru al grupului etnic al șvabilor bănățeni. După ce a învățat la școala elementară din Sânnicolau Mare, a urmat studii la Școala secundară germană din Timișoara din 1928 până în 1932. În tinerețe a practicat atletismul și a concurat cu succes în probele de alergare pe distanțe scurte la începutul anilor 1930.
În 1938 a devenit actor ucenic la Teatrul German de Stat din Sibiu. Aici a întâlnit-o pe viitoarea sa soție Irmgard Schati (născută Pfniss). Schati a debutat ca actor la Teatrul German de Stat din Sibiu în sezonul 1938–1939. După 1945, a venit ca actor la Teatrul de Stat din Timișoara și în 1947 la Opera Națională Română din Timișoara. Aici a regizat spectacolul de operetă Liliacul de Johann Strauss, unde a jucat, de asemenea, rolul grefierului Frosch.
În toamna anului 1952, Schati a primit sarcina de a înființa secția germană a Teatrului de Stat din Timișoara. Spectacolul inaugural al secției germane a avut loc în ianuarie 1953 cu piesa Elevii de la Karlsschule a lui Heinrich Laube. În perioada 1953-1956 au fost puse în scenă 12 spectacole, dintre care jumătate au fost regizate de Schati. El a pus în scenă Elevii de la Karlsschule de Laube (1953), Oameni de azi de Lucia Demetrius (1953), Bolnavul închipuit de Molière, Mielul turbat de Aurel Baranga, Minna von Barnhelm (1956) de Lessing. În 1956, secția germană s-a desprins din structura administrativă a Teatrului de Stat și a fost transformat în Teatrul German de Stat Timișoara, iar Rudolf Schati a fost numit director. A deținut această funcție până în 1967 când s-a transferat la Teatrul de Stat din Sibiu.
În această perioadă Rudolf Schati l-a interpretat pe ducele Karl August în Elevii de la Karlsschule de Laube (1953), pe președintele von Walther în Intrigă și iubire de Schiller (1955), pe Matthias Ferner în Jurământul de Ludwig Anzengruber (1957), pe regele Filip al II-lea în Don Carlos (1958) de Schiller, pe bucătar în Mutter Courage de Brecht (1957), pe Knieriem în Lumpazivagabundus de Nestroy, pe tatăl Moor în piesa Hoții a lui Schiller și pe maiorul american Kennedy în piesa Serbarea lampioanelor a lui Hans Pfeiffer. Cuplul Schati a avut un succes deosebit în Moartea unui artist (1964) a lui Horia Lovinescu, în care Rudolf l-a interpretat pe bătrânul artist Manole, sau în Romeo și Julieta a lui Shakespeare, în care el l-a interpretat pe părintele Lorenzo.
Ultima piesă în care a jucat a fost Narrenbrot a lui Hans Kehrer, el interpretând în spectacolul din 1974 rolul judelui din satul Bulgăruș.

## Filmografie
- Haiducii lui Șaptecai (1971)
- Zestrea domniței Ralu (1971)

## Distincții
- Ordinul Meritul Cultural clasa I (6 noiembrie 1967) „pentru activitate îndelungată în teatru și merite deosebite în domeniul artei dramatice”[3]